# Sydgullregn

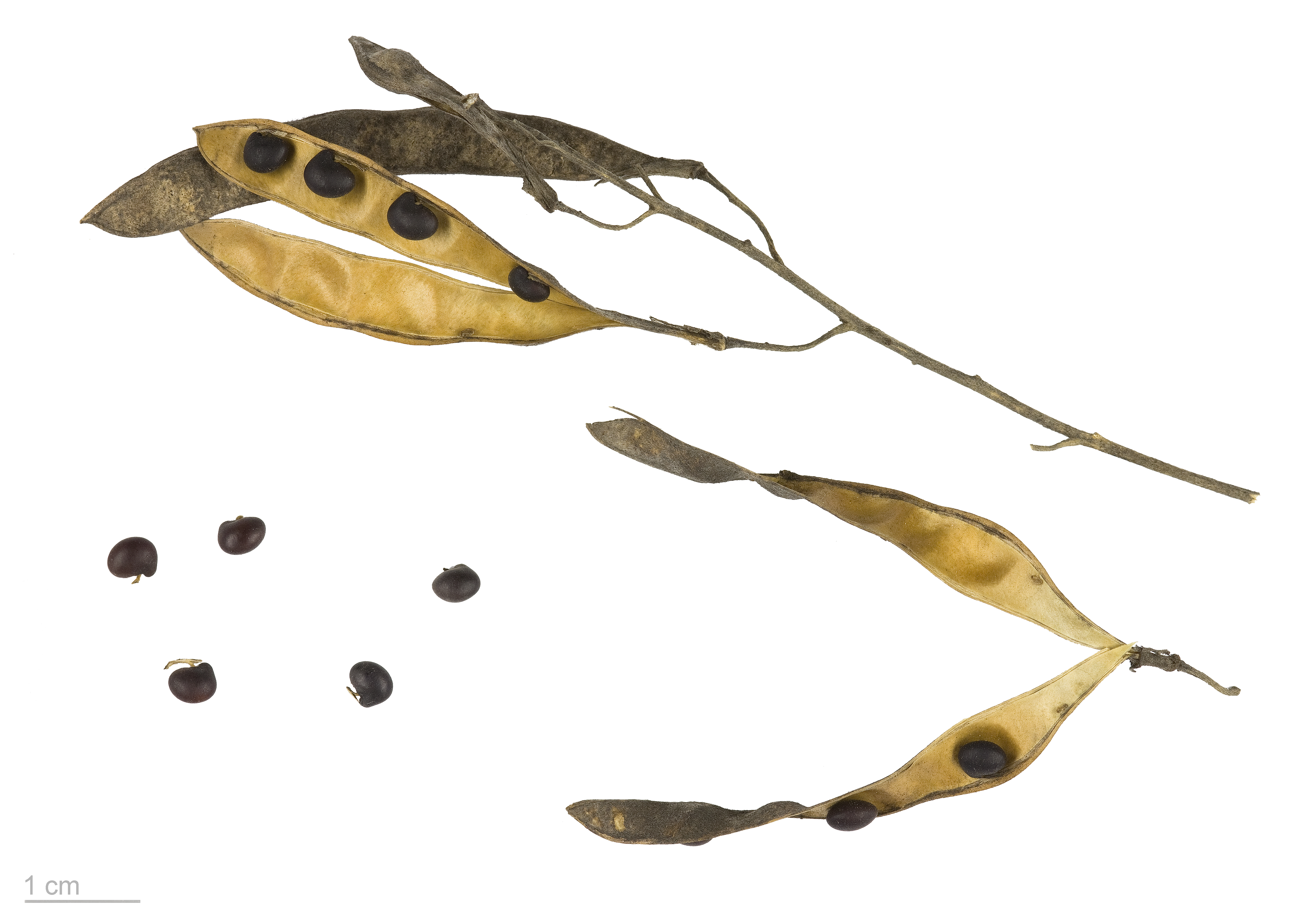
Laburnum anagyroides

Sydgullregn (Laburnum anagyroides) är en art i familjen ärtväxter. Den förekommer i södra Centraleuropa. Odlas som prydnadsväxt i Sverige.
Arten blir ett litet träd, till 7 m högt. Unga grenar är grågröna, tillpressat luddiga. Delbladen blir 3-8 cm långa och är elliptiska till elliptiskt äggrunda, vanligen med rundad spets, grågröna, tillpressat dunhåriga undertill som unga, nästan hårlösa som mogna. Blomklasarna blir 10-30 cm långa, hängande med guldgula, ca 2 cm långa blommor. 
Frukten är en dunhårig 4-6 cm lång balja innehållande svarta frön.
En närstående art är alpgullregn (L. alpinum) som dock har kala grenar och fruktbaljor, samt bruna frön.

## Sorter
- 'Aureum' - sorten har gulgröna blad.
- 'Bullatum' - har förvridna, skruvade blad.
- 'Fastigiata' - en smalt, upprättväxande sort.
- 'Quercifolium' - småbladen är flikiga.

## Synonymer
- Cytisus alschingeri Vis.
- Cytisus jacquinianus Wettstein, 1890
- Cytisus laburnum L., 1753
- Cytisus linneanus Wettstein
- Cytisus penduliformis Stokes, 1812
- Genista laburnum (L.) E.H.L.Krause, 1901
- Laburnum anagyroides subsp. alschingeri (Vis.) Hayek
- Laburnum anagyroides subsp. jacquinianum (Wettstein) Ascherson & Graebner, 1907
- Laburnum anagyroides subsp. jacquinianum (Wettstein) Hayek
- Laburnum anagyroides var. alschingeri (Vis.) C. K. Schneider
- Laburnum anagyroides var. linnaeanum Wettstein
- Laburnum alschingeri (Vis.) C.Koch & Fint.
- Laburnum jacquinianum (Wettstein) Dalla Torre & Sarnth. nom. illeg.
- Laburnum jacquinianum (Wettstein) Dieck. ex Neuheit.
- Laburnum laburnum (L.) Dorfler nom. illeg.
- Laburnum laburnum (L.) Voss
- Laburnum linneanum (Wettstein) hort.
- Laburnum pendulum Rafinesque
- Laburnum praecox Fuss, 1866
- Laburnum tardiflorum hort.
- Laburnum variabile Vilmorin
- Laburnum vulgare Berchtold & C.Presl, 1835 nom. illeg.